# Isesaki
Isesaki è una città del Giappone nella prefettura di Gunma.